# Reno Browne
Reno Browne, auch Reno Blair, eigentlich Josephine Ruth Clarke (* 20. April 1921 in Reno, Nevada, Vereinigte Staaten; † 15. Mai 1991 ebenda) war eine US-amerikanische Schauspielerin.

## Leben
Browne wuchs in einer finanziell sorgenfreien Familie auf, erlangte den Pilotenschein und war eine erfahrene Reiterin. Nach einigen Schauspielstunden versuchte sie es im Filmgeschäft. Für die Produktionsgesellschaft Monogram spielte sie in vierzehn Western zwischen 1946 und 1950 – in den ersten fünf noch als Reno Blair – neben B-Stars wie Johnny Mack Brown, Jimmy Wakely und Whip Wilson. Daneben hatte sie 1949 eine dreizehnteilige Radioserie sowie im Folgejahr eine kurzlebige, bei Marvel Comics erschienene, 4 Ausgaben umfassende Comicserie, die unter ihrem Namen erschien. Nach ihrer Karriere trat sie vor allem in Western-Shows und -festivals auf, bis kurz vor ihrem Krebstod.
Unter ihren zwei Ehemännern war auch Lash LaRue.

## Filmografie (Auswahl)
- 1946: Under Arizona Skies
- 1950: Gunslingers